# Villarrubia de los Ojos
Villarrubia de los Ojos település Spanyolországban, Ciudad Real tartományban. Villarrubia de los Ojos Urda, Consuegra, Madridejos, Camuñas, Herencia, Las Labores, Arenas de San Juan, Daimiel és Fuente el Fresno községekkel határos. Lakosainak száma 9620 fő (2024).

## Népesség
A település népessége az elmúlt években az alábbi módon változott:
| Lakosok száma | 9585 | 9968 | 10 378 | 11 191 | 11 096 | 10 738 | 10 156 | 9814 | 9722 | 9620 |
|               | 2001 | 2004 | 2006   | 2009   | 2011   | 2014   | 2016   | 2019 | 2021 | 2024 |